# Жанна Ланвен
Жанна-Марі Ланвен (фр. Jeanne-Marie Lanvin, 1 січня 1867, Париж, Франція — 6 липня 1946, Париж, Франція) — французька художниця-модельєрка, підприємиця.

## Біографія

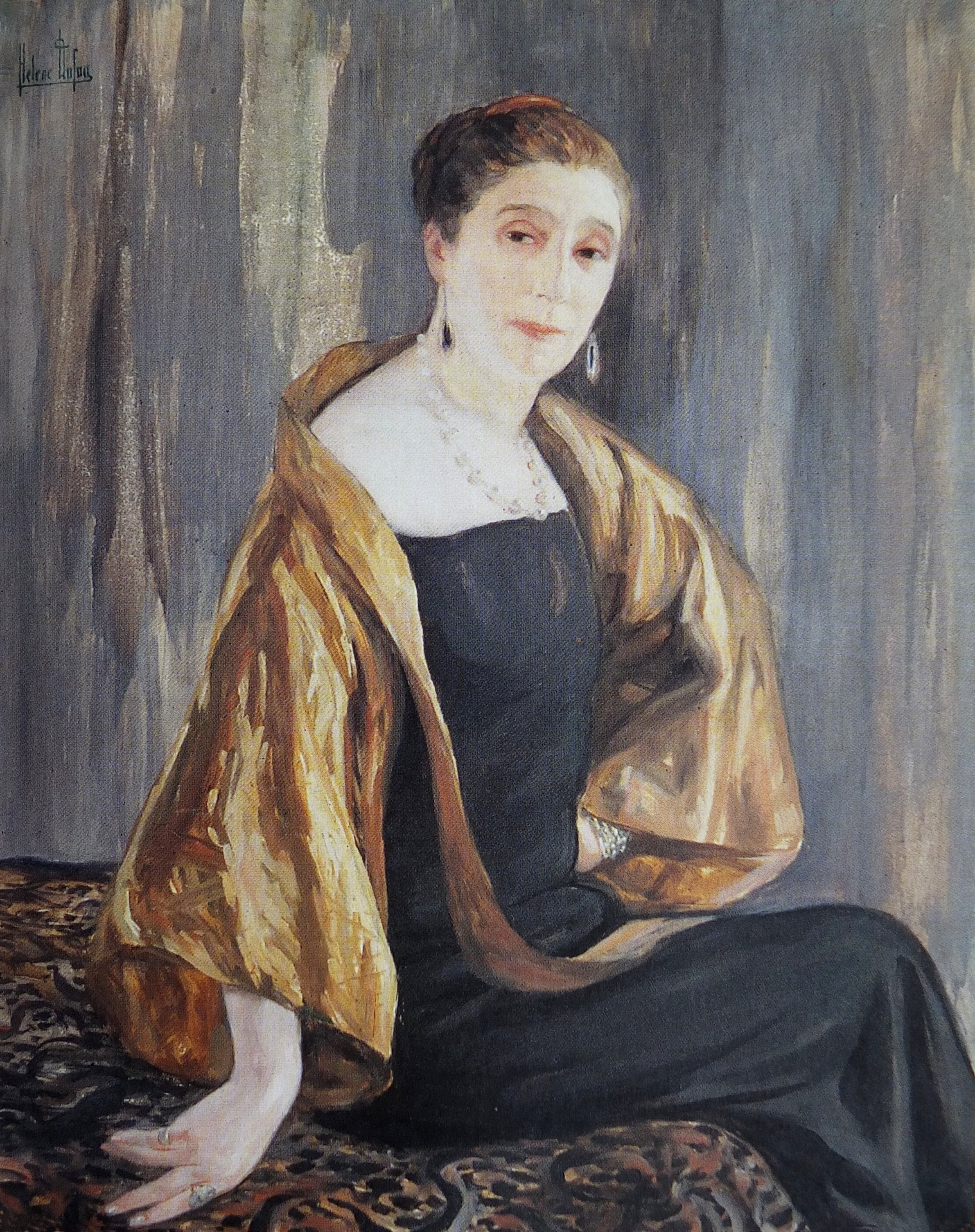
Портрет роботи Clémentine-Hélène Dufau, 1925

Заснувала свій будинок моди Lanvin в Парижі в 1890 році.
Здобула популярність на початку XX століття розробкою моделей елегантного одягу для юних матерів та їхніх маленьких дочок. Музою модельєрки була її дочка Марі-Бланш. Пізніше фірмовим знаком став силует жінки, яка веде за руку дівчинку, — малюнок був виконаний відомим художником епохи «ар деко» Полем Ірібом.
З 1925 року випускалися і парфуми фірми Lanvin.
У 1927 році виходять найвідоміші парфуми будинку Lanvin — Arpege.
У моделях Ланвен використовувала вишивку, мотиви народного костюму. До початку 1960-х років Lanvin залишався в числі будинків haute couture, потім перейшов до виробництва одягу Прет-а-порте.
Після смерті Жанни Ланвен управління будинком перейшло до її дочки, проте швидко після цього марка практично перестала існувати. Її відродження відбулося тільки через кілька десятиліть, коли в 2001 році до управління будинком був залучений дизайнер Альбер Ельбаз. Відтоді марка зберігає свою яскраву індивідуальність, випускаючи переважно одяг haute couture.

## Нагороди
Жанна Ланвен — кавалерка і офіцерка ордена Почесного легіону.